# Festuca hartmannii
Festuca hartmannii là một loài thực vật có hoa trong họ Hòa thảo. Loài này được (Markgr.-Dann.) E.B.Alexeev mô tả khoa học đầu tiên năm 1978.